# Rahmentrommel

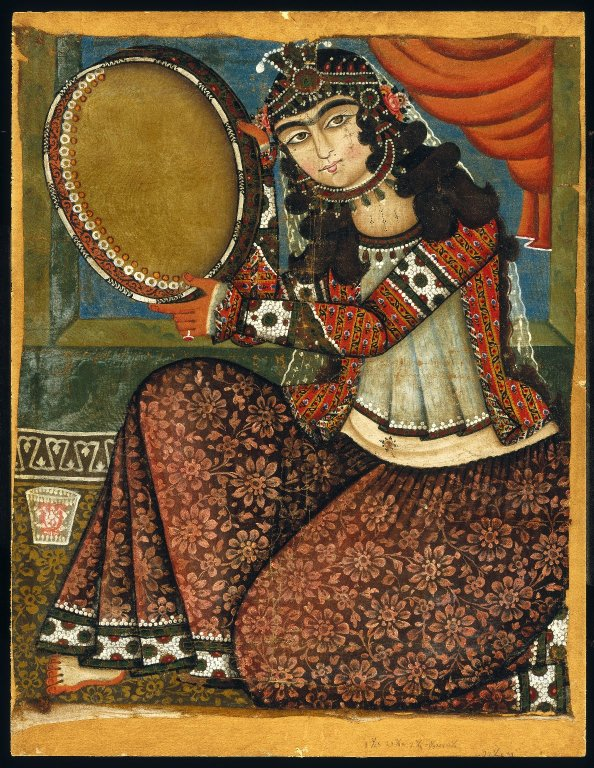
Spielerin der orientalischen dāīre (dāyera). Der erkennbare Schellenkranz an der Innenseite macht die Rahmentrommel zur dāyera-ye zangī. Ölmalerei aus Persien, 19. Jahrhundert.

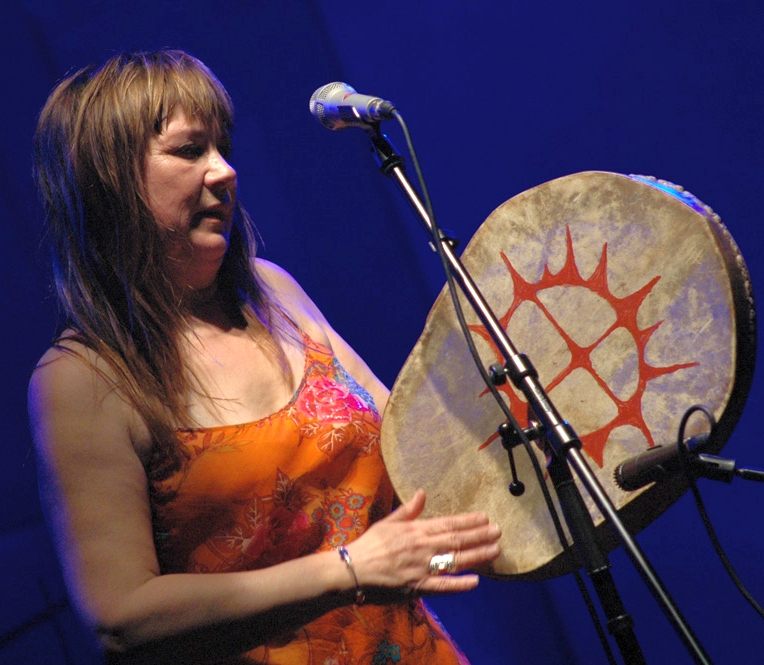
Mari Boine mit einer Schamanentrommel der Samen (runebomme)

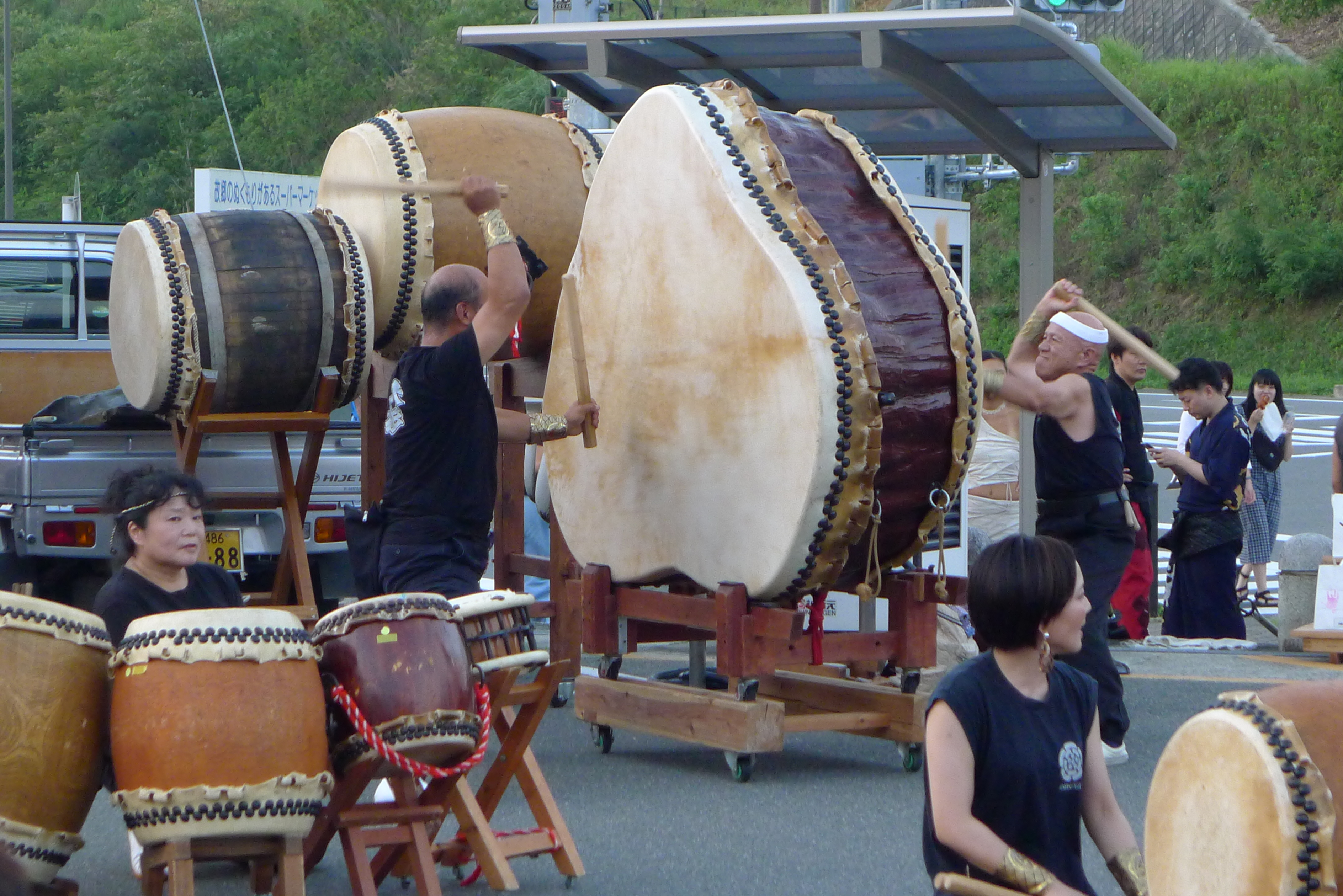
Bildmitte: Mannshohe zweifellige japanische Rahmentrommel hirado taiko aus einem Daisugi-Stammabschnitt

Eine Rahmentrommel ist eine Trommel mit einem flachen Rahmen, der meist einseitig, in seltenen Fällen beidseitig mit einem Fell bespannt ist. Nach der Definition der Hornbostel-Sachs-Systematik ist die Rahmenhöhe höchstens gleich dem Fellradius. Diese praktische Festlegung unterscheidet Rahmentrommeln von Zylindertrommeln. Die Übergänge sind jedoch fließend, für eine Rahmenhöhe bis zum Felldurchmesser ist die Einordnung als Flachtrommel möglich.
Der Rahmen ist meistens kreisrund, er kann auch rechteckig sein oder eine andere Form haben. Der Ton wird durch Schlagen mit der Hand (Handtrommel), den Fingern oder einem Schlägel auf die Membran, gelegentlich auch mit den Fingern auf den Rahmen erzielt. Bei manchen dieser Membranophone sind zusätzlich zu den Idiophonen gehörende Schellen, Zimbeln, Glöckchen oder Metallringe wie bei einem Schellenring am Rahmen befestigt.

## Herkunft und Verbreitung
In der mutmaßlichen Entwicklungsgeschichte bilden Rahmentrommeln nach den an den Anfang gestellten stationären Erdtrommeln die ersten tragbaren Membranophone. Eine Zwischenstufe könnte eine Tierhaut gewesen sein, die ein am Boden hockender Spieler über seine Oberschenkel gelegt hatte und mit den Händen schlug. Eine solche Schlaghaut ohne Resonanzkörper wurde früher von manchen australischen Aborigines verwendet.
Auf Darstellungen aus Mesopotamien ist die Rahmentrommel im 3. Jahrtausend v. Chr. nachweisbar. Die frühen mesopotamischen Abbildungen zeigen Frauen, die eine zweifellige Rahmentrommel mit beiden Händen vor der Brust halten. Es handelte sich vermutlich um mit Körnern gefüllte kleine Rasseltrommeln. Sie könnten bei Fruchtbarkeitskulten verwendet worden sein, die für eine Muttergöttin abgehalten wurden. Man kann einfellige Rahmentrommeln auf mit Tierhaut bezogene Arbeitsgeräte (Rahmensiebe) zurückführen.
Rahmentrommeln sind fast überall auf der Welt zu finden und sind vor Röhrentrommeln und Kesseltrommeln am weitesten verbreitet. Sie kommen etwa als Schamanentrommel in Nordeuropa, Sápmi („Lappland“), Asien und Nordamerika oder als mit den Fingern gespieltes Begleitinstrument im Orient vor: tar, bendir, riq, daf (duff), daire, mazhar und in Italien tamburello.
In der Bibel wird die meist von Frauen gespielte Rahmentrommel tof der alttestamentlichen Prophetin Mirjam erwähnt.
Ein- und zweifellige Rahmentrommeln der nordamerikanischen Indianer (etwa der Sioux) heißen cancega (čháŋčheğa). Nach Südamerika gelangten Rahmentrommeln (pandeiro) durch die spanischen und portugiesischen Konquistadoren. Rahmentrommeln, die mit einer Hand an einem Handgriff gehalten werden, sind Stieltrommeln, beispielsweise die dhyangro in Nepal.
Die bajiaogu ist eine achteckige einfellige Rahmentrommel, die in der chinesischen Musik zur Gesangsbegleitung verwendet wird. In sieben der acht Seiten ist ein Zimbelpaar (tong bo) aus kleinen beweglichen Metallscheiben in einer Aussparung befestigt. Die acht Seiten sollen die Acht Banner der Mandschu symbolisieren. Ebenfalls achteckig ist die einfellige ghera, deren Membran aufgeklebt ist. Sie wird in der Volksmusik von Rajasthan zur Gesangsbegleitung mit einem Stöckchen geschlagen. Trotz ihrer Form ist das Hindiwort ghera von Arabisch daira, „Kreis“, abgeleitet. Rechteckig ist die brasilianische adufe.
Die Namensgebung der Rahmentrommeln ist uneinheitlich, da viele Namen nicht eindeutig einer bestimmten Variante zuzuordnen sind, sondern regional unterschiedliche Typen bezeichnen. Bendir kann eine spezielle Variante aus Marokko mit Schnarrsaiten bezeichnen. In Frankreich, Griechenland, der Türkei und anderen Ländern ist bendir der Oberbegriff für alle großen Rahmentrommeln ohne Schellen. Rahmentrommeln gehören zu den Dhikr-Zeremonien mancher Sufiorden.
Durch Musiker wie Glen Velez wurden die in diversen Kulturen vorhandenen Spieltechniken miteinander verknüpft und so die Rahmentrommel zu einem modernen, facettenreichen und in vielen musikalischen Stilen einsetzbaren Instrument weiterentwickelt. Damit verbunden ist die Entwicklung von Spannsystemen. Traditionell wurden Rahmentrommeln meist nur durch Erwärmen des Fells am Feuer gespannt. Später gab es verschiedene Entwicklungen mit Stimmschrauben. Die jüngste Entwicklung ist ein Stimmsystem mit Luftdruck. Der italienische Perkussionist Carlo Rizzo entwickelte das tamburello durch eine komplexe Mechanik zu einem multitonalen Instrument mit zwei Oktaven Tonumfang.
Kleinere Rahmentrommeln mit Durchmessern um 25 cm fanden Eingang ins Orff-Schulwerk und sind in Grund- und Musikschulen weit verbreitet sowie in heimischen Kinderzimmern. Die Rahmentrommeln dieser Bauart werden sowohl mit der Hand als auch mit einem Schlägel gespielt.
Beispiele
- Adufe, zweifellige quadratische Rahmentrommel andalusischen Ursprungs in Spanien, Portugal, Süd- und Mittelamerika
- Bodhran, Irland
- Daf, Iran, Türkei, Aserbaidschan, Nahost
- Daira, Iran, Zentralasien, Balkan
- Gumbe, quadratische einfellige Rahmentrommel in der Karibik und in Westafrika
- Kanjira, Südindien
- Pandeiro, Brasilien
- Parai, Südindien
- Ravanne, Mauritius, Seychellen und andere Inseln im Indischen Ozean
- Rebana, in Indonesien und Malaysia hauptsächlich in der islamischen Musik
- Riq, arabische Länder
- Schamanentrommel, unter anderem in Nordamerika, Kanada, Sibirien und Sápmi rituell oder zur Unterhaltung gespielt
- Tamborim, Brasilien
- Tamburin, seit dem 18. Jahrhundert auch „Schellentrommel“, europäische Rahmentrommel mit Schellen
- Tar, Naher Osten